# Episodi di New Amsterdam (serie televisiva 2018) (terza stagione)
La terza stagione della serie televisiva statunitense New Amsterdam, composta da 14 episodi, è andata in onda in prima visione negli Stati Uniti sulla NBC dal 2 marzo all'8 giugno 2021.
In Italia la stagione è andata in onda ogni martedì in prima serata su Canale 5 dal 1º al 29 giugno 2021: dal 1º al 22 giugno sono andati in onda tre episodi, mentre il 29 giugno sono andati in onda gli ultimi due episodi.
| n° | Titolo originale                | Titolo italiano                  | Prima TV USA   | Prima TV Italia |
| -- | ------------------------------- | -------------------------------- | -------------- | --------------- |
| 1  | The New Normal                  | Una nuova normalità              | 2 marzo 2021   | 1º giugno 2021  |
| 2  | Essential Workers               | Lavoratori indispensabili        | 9 marzo 2021   | 1º giugno 2021  |
| 3  | Safe Enough                     | Misure di sicurezza              | 16 marzo 2021  | 1º giugno 2021  |
| 4  | This is All I Need              | Quello di cui ho bisogno         | 23 marzo 2021  | 8 giugno 2021   |
| 5  | Blood, Sweat & Tears            | Sangue, sudore e lacrime         | 30 marzo 2021  | 8 giugno 2021   |
| 6  | Why Not Yesterday               | Un problema da affrontare        | 6 aprile 2021  | 8 giugno 2021   |
| 7  | The Legend of Howie Cournemeyer | La leggenda di Howie Cournemeyer | 13 aprile 2021 | 15 giugno 2021  |
| 8  | Catch                           | Stratagemmi                      | 20 aprile 2021 | 15 giugno 2021  |
| 9  | Disconnected                    | Disconnessi                      | 27 aprile 2021 | 15 giugno 2021  |
| 10 | Radical                         | Scelte radicali                  | 4 maggio 2021  | 22 giugno 2021  |
| 11 | Pressure Drop                   | Calo di pressione                | 11 maggio 2021 | 22 giugno 2021  |
| 12 | Things Fall Apart               | Quando crolla tutto              | 18 maggio 2021 | 22 giugno 2021  |
| 13 | Fight Time                      | Tempo di lottare                 | 1º giugno 2021 | 29 giugno 2021  |
| 14 | Death Begins in Radiology       | Ricominciare è difficile         | 8 giugno 2021  | 29 giugno 2021  |

## Una nuova normalità
- Titolo originale: The New Normal
- Diretto da: Peter Horton
- Scritto da: David Schulner

### Trama
Non ci sono vittime dopo che un aereo precipita nell'East River, ma i feriti sono tanti e anche gravi, mentre il comandante Starks risulta illeso, sebbene in stato catatonico. Quando si riprende, l'uomo rivela al Dottor Iggy di essere un soggetto bipolare e che l'incidente potrebbe essere derivante dalla sua volontà di suicidarsi.
L'N.T.S.B. arriva in ospedale per le indagini aperte dopo che dalla scatola nera è emerso che il comandante ha volutamente mandato l'aereo in picchiata. Le rivelazioni del secondo pilota, però, riescono a chiarire la situazione permettendo di scoprire la verità dei fatti. Intanto il Dottor Kapoor che è stato a lungo intubato per aver contratto il COVID, viene staccato dal respiratore ed il suo quadro clinico risulta complicato dal danno cardiaco riportato che richiede il trapianto della valvola mitrale. Alla luce del suo stato di salute, però, l’intervento risulta molto rischioso.
- Ascolti USA: telespettatori 4 198 000 – rating/share 18-49 anni 0,6 – DVR 4 234 000 – DVR 18-49 anni 0,6 – totale 8 432 000 – 1,2[8].
- Ascolti Italia: telespettatori 1 909 000 – share 10,40%[9].

## Lavoratori indispensabili
- Titolo originale: Essential Workers
- Diretto da: Michael Slovis
- Scritto da: David Foster

### Trama
Max lancia un appello per salvare Vijay e ad esso risponde il Dottor Reynolds, che riesce a salvare il Dottor Kapoor effettuando due interventi complessi, dopo che il primo fallisce.
Ella, intanto, entra anticipatamente in travaglio e fa fatica a tenere a bada il suo disturbo ossessivo-compulsivo, ma con l'aiuto della Dottoressa Helen riesce a partorire una bambina. Il Dottor Iggy, invece, sta attraversando un momento difficile a causa di una ricaduta di un disturbo alimentare di cui soffre da quando era bambino, anche per via delle rigide idee sull’alimentazione che gli sono state imposte dal padre, con cui è cresciuto.
La Dottoressa Lauren vedendo il Dottor Iggy particolarmente debole e pallido e trovando delle merendine nascoste in un cassetto nel suo ufficio intuisce il problema, quindi cerca di aiutarlo suggerendogli di rivolgersi ad uno psicoterapeuta per risolvere il suo problema. Intanto Max ha qualche problema per aver cambiato atteggiamento verso la prescrizione di oppioidi e pensa di far distribuire i farmaci a domicilio, con un servizio rider.
- Ascolti USA: telespettatori 4 235 000 – rating/share 18-49 anni 0,6 – DVR 3 725 000 – DVR 18-49 anni 0,6 – totale 7 960 000 – 1,2[10].
- Ascolti Italia: telespettatori 1 909 000 – share 10,40%[9].

## Misure di sicurezza
- Titolo originale: Safe Enough
- Diretto da: Michael Slovis
- Scritto da: Shaun Cassidy

### Trama
Il Dottor Reynolds è pronto alla partenza per San Francisco, ma riceve una telefonata della madre che lo avvisa di essere caduta e per questo viene portata al New Amsterdam. A prendersi cura di lei è proprio Max che la scopre anche affetta da diabete.
Il Dottor Iggy e la Dottoressa Sharpe, intanto, hanno difficoltà con la medicina a distanza: uno è alle prese con l'autolesionismo di un'adolescente immunodepressa e ansiosa, bloccata dal lockdown, e l'altra ritrova Millie, paziente oncologica, che ha saltato molte sedute di chemio ritrovandosi con il cancro metastatizzato. Max deve decidere se riaprire l'ospedale ed annunciare la decisione attraverso uno spot, proprio come ha suggerito Dora.
- Ascolti USA: telespettatori 3 636 000 – rating/share 18-49 anni 0,4[11].
- Ascolti Italia: telespettatori 1 909 000 – share 10,40%[9].

## Quello di cui ho bisogno
- Titolo originale: This is All I Need
- Diretto da: Nick Gomez
- Scritto da: Aaron Ginsburg

### Trama
In ospedale si susseguono le novità e tutto il personale vive in continua trasformazione soprattutto personale, affrontando situazioni sempre nuove ed importanti. Il Dottor Reynolds, in particolare, vive profonde difficoltà poiché non riesce a recuperare la propria dimensione all’interno del New Amsterdam e fatica a ritrovare il suo spazio nella struttura. Il Dottor Max Goodwin, invece, è alle prese con una realtà personale imprevista e difficile da gestire.
Max, decide di andare in Connecticut, a casa dei suoceri dove si trova la piccola Luna, deciso a riprenderla per portarla a casa con sé. La sgradita sorpresa, però, è che la figlia non si ricorda di lui.
- Ascolti USA: telespettatori 3 957 000 – rating/share 18-49 anni 0,5[12].
- Ascolti Italia: telespettatori 1 872 000 – share 10,80%[13].

## Sangue, sudore e lacrime
- Titolo originale: Blood, Sweat & Tears
- Diretto da: Nick Gomez
- Scritto da: Y. Shireen Razack

### Trama
Le necessità di una struttura ospedaliera sono sempre tante e non sempre di facile gestione. E di questo si rende perfettamente conto il Dottor Max Goodwin quando scopre che il New Amsterdam ha poche unità di sangue a disposizione, mentre i pazienti che ne hanno bisogno sono davvero tanti.
Max si attiva subito per trovare una valida soluzione al problema e decide di organizzare una raccolta fondi confidando nella generosità della gente. Le aspettative del dottore che punta sull’altruismo delle persone, però, rivelano qualche sorpresa, rendendo la realizzazione del suo progetto molto più complicata del previsto.
- Ascolti USA: telespettatori 3 444 000 – rating/share 18-49 anni 0,4[14].
- Ascolti Italia: telespettatori 1 872 000 – share 10,80%[13].

## Un problema da affrontare
- Titolo originale: Why Not Yesterday
- Diretto da: Darnell Martin
- Scritto da: Laura Valdivia

### Trama
Ci sono ambienti che si dà per scontato possano essere indenni da problemi sociali come il razzismo. Ed un ospedale rientra tra questi, ma contrariamente alle ipotesi ed alle convinzioni anche nelle strutture sanitarie le discriminazioni razziali non mancano.
Se ne accorge anche il Dottor Max Goodwin scoprendo che il problema coinvolge anche il New Amsterdam ed è arrivato il momento di trovare una soluzione a questo problema, cambiando radicalmente l'andamento della situazione. La Dottoressa Helen decide di chiedere a sua nipote Mina di trasferirsi da lei a New York.
- Ascolti USA: telespettatori 3 600 000 – rating/share 18-49 anni 0,4 – DVR 3 298 000 – DVR 18-49 anni 0,5 – totale 6 898 000 – 0,9[15].
- Ascolti Italia: telespettatori 1 872 000 – share 10,80%[13].

## La leggenda di Howie Cournemeyer
- Titolo originale: The Legend of Howie Cournemeyer
- Diretto da: Darnell Martin
- Scritto da: Graham Norris

### Trama
L'ex direttore sanitario George Helms è ospite del New Amsterdam in occasione della giornata nazionale per la lotta all'AIDS ed è promotore dell'iniziativa di offrire cure gratuite ai pazienti sieropositivi in quel giorno. Una foto di HELMS è stata imbrattata e quando Max lo scopre, decide di scoprire chi è l'autore di quell’atto vandalico.
Intanto la Dottoressa Sharpe è colta alla sprovvista dall'arrivo in anticipo di Mina, mentre il Dottor Iggy non vede l'ora di riabbracciare il Dottor Kapoor ed organizza un party a sorpresa per lui, rimanendo basito alla notizia delle sue dimissioni  che vive come un personale abbandono.
- Ascolti USA: telespettatori 3 367 000 – rating/share 18-49 anni 0,4 – DVR 3 242 000 – DVR 18-49 anni 0,5 – totale 6 609 000 – 0,9[16].
- Ascolti Italia: telespettatori 1 830 000 – share 9,00%[17].

## Stratagemmi
- Titolo originale: Catch
- Diretto da: Shiri Appleby
- Scritto da: Erika Green Swafford

### Trama
Al New Amsterdam arrivano tutte le donne incinte provenienti dal reparto di maternità del Southwest, dopo la sua chiusura. Tra le pazienti c'è anche Evelyn Davis, avvocatessa che vuole partorire in modo naturale nonostante un pregresso cesareo.
La vita con Mina è piuttosto complicata per la Dottoressa Helen che per la ragazza ha ribaltato tutte le sue priorità, mentre il Dottor Iggy affronta una paziente prossima al parto che, però, nega la propria gravidanza e non fornisce la collaborazione necessaria al delicato momento.
- Ascolti USA: telespettatori 3 726 000 – rating/share 18-49 anni 0,5 – DVR 3 250 000 – DVR 18-49 anni 0,5 – totale 6 976 000 – 1,0[18].
- Ascolti Italia: telespettatori 1 830 000 – share 9,00%[17].

## Disconnessi
- Titolo originale: Disconnected
- Diretto da: Lisa Robinson
- Scritto da: Allen L. Sowelle

### Trama
Gli abitanti di un intero condominio finiscono al pronto soccorso a causa di intossicazione provocata da un presunto farmaco anti COVID. Max si rende conto che tutte le zone più esposte a simili truffe sanitarie sono quelle prive di connessione in banda larga e decide così di ottenere per tutti un accesso internet gratuito e si trova così a dover superare molte difficoltà.
Il Dottor Iggy è alle prese con l'equivoco creatosi con Chance, il giovane che aveva aiutato nel superamento di un grave trauma, ma le conseguenze di questo malinteso si profilano subito molto gravi.
- Ascolti USA: telespettatori 3 095 000 – rating/share 18-49 anni 0,4 – DVR 3 335 000 – DVR 18-49 anni 0,5 – totale 6 430 000 – 0,9[19].
- Ascolti Italia: telespettatori 1 830 000 – share 9,00%[17].

## Scelte radicali
- Titolo originale: Radical
- Diretto da: Darnell Martin
- Scritto da: Shanthi Sekaran

### Trama
Una paziente nativa americana ha gravi problemi di salute per i quali il Dottor Max Goodwin le propone di sottoporsi ad un trattamento che potrebbe salvarle la vita. La flebo che deve accettare, però, diventa merce di baratto per la donna che in cambio chiede che sia cambiato il nome dell'ospedale che evoca lo sterminio dei suoi antenati per mano degli Olandesi.
Intanto la Dottoressa Lució mira ad una riorganizzazione dei reparti che sarà causa di una pesante penalizzazione per il reparto di oncologia, ma la Dottoressa Helen non l'accetta. I problemi polmonari di un paziente mettono in difficoltà la Dottoressa Lauren e il Dottor Floyd, che dopo le iniziali difficoltà di diagnosi, scoprono il poliamore.
- Ascolti USA: telespettatori 3 023 000 – rating/share 18-49 anni 0,4 – DVR 2 891 000 – DVR 18-49 anni 0,4 – totale 5 914 000 – 0,8[20].
- Ascolti Italia: telespettatori 1 777 000 – share 10,60%[21].

## Calo di pressione
- Titolo originale: Pressure Drop
- Diretto da: Michael Slovis
- Scritto da: Josh Carlebach

### Trama
Il caldo soffocante affligge la città di New York e Max riflette sullo scarso impegno dell'ospedale New Amsterdam contro il riscaldamento globale. Il medico decide di attuare importanti misure sostenibili che comportano grandi cambiamenti compresi pasti meno graditi ai pazienti e personale costretto a lavorare senza guanti.
L'insofferenza di tutto causa dei contrasti e Max si trova contro la Dottoressa Sharpe, già messa alla prova dai problemi con la nipote, e la Dottoressa Bloom. Il Dottor Max Goodwin, però, non recede dai suoi propositi e riesce a mettere in atto nuove politiche ambientali accettate da tutti.
- Ascolti USA: telespettatori 3 274 000 – rating/share 18-49 anni 0,4 – DVR 2 790 000 – DVR 18-49 anni 0,4 – totale 6 064 000 – 0,8[22].
- Ascolti Italia: telespettatori 1 777 000 – share 10,60%[21].

## Quando crolla tutto
- Titolo originale: Things Fall Apart
- Diretto da: Darnell Martin
- Scritto da: Graham Norris & Y. Shireen Razack

### Trama
Durante le normali attività di pronto soccorso, una perdita causa il crollo del soffitto che, sbriciolandosi, finisce su pazienti e personale sanitario. Alcuni sintomi rivelano che nella perdita che ha causato il crollo c'era un'infiltrazione da sostanza chimica corrosiva e mentre il Dottor Max Goodwin controlla l'ospedale per rintracciare la causa dello sversamento, la Dottoressa Bloom fa evacuare il reparto, facendo sottoporre tutti ad una doccia decontaminante.
A causa della situazione, una paziente arrivata con delle cesoie infilzate nell'addome, rischia di morire in conseguenza dell'esposizione alla sostanza chimica infiltrata nella perdita e il Dottor Reynolds non riesce a capire come poterla aiutare. Max, intanto, riceve una notizia tremenda dai suoceri: hanno deciso di chiedere l'affidamento esclusivo di Luna poiché lo ritengono un padre poco presente.
- Ascolti USA: telespettatori 3 086 000 – rating/share 18-49 anni 0,4 – DVR 3 026 000 – DVR 18-49 anni 0,4 – totale 6 112 000 – 0,8[23].
- Ascolti Italia: telespettatori 1 777 000 – share 10,60%[21].

## Tempo di lottare
- Titolo originale: Fight Time
- Diretto da: Michael Slovis
- Scritto da: Shaun Cassidy & Laura Valdivia

### Trama
Il confronto tra Max, Gwen e Calvin, di fronte ai propri avvocati, è piuttosto rude e finisce per far dubitare il Dottor Max Goodwin delle sue abilità come padre. Intanto, un problema sconvolge gli equilibri all'interno dell'ospedale. Mille dosi di vaccino, rischiano di andare perse per un malfunzionamento del frigorifero che le contiene. Max si adopera, così, porre rimedio alla situazione ed alla fine decide di impiegare al meglio ogni dose prima che scada e, per farlo, si fa aiutare da Todd.
Intanto, la Dottoressa Sharpe cerca di sostenere Mina nella scelta del college, ma la ragazza considera il suo aiuto un'ingerenza e lo rifiuta, mentre il Dottor Reynolds si rende conto che la storia con Malvo è destinata a finire.
- Ascolti USA: telespettatori 3 947 000 – rating/share 18-49 anni 0,5 – DVR 3 090 000 – DVR 18-49 anni 0,4 – totale 7 037 000 – 0,9[24].
- Ascolti Italia: telespettatori 1 757 000 – share 9,50%[25].

## Ricominciare è difficile
- Titolo originale: Death Begins in Radiology
- Diretto da: Peter Horton
- Scritto da: David Foster & Aaron Ginsburg

### Trama
Max lascia un messaggio per Helen nel quale fa molte promesse, ma poi perde la fede nuziale ed è disperato per questo tanto che, quando la Dottoressa Helen rientra in anticipo da un viaggio all'estero, l'accoglienza che riceve è piuttosto brutta e fredda. Dopo aver ritrovato la fede nuziale, Max accompagna Helen a casa, lasciandola sola. L'uomo ci ripensa, torna da Helen e la bacia.
Il Dottor Floyd e la Dottoressa Lyn iniziano una relazione rendendosi conto di tutti i limiti della clandestinità. Il Dottor Reynolds viene chiamato in ospedale per un'emergenza durante la quale assiste il primario di chirurgia che, finito l'intervento, gli offre il posto da vice primario. Dopo aver accettato il posto, scopre che la sua amante è la moglie del primario.
Dopo aver viaggiato in camper per settimane, il Dottor Iggy, Martin ed i figli devono tornare alla normalità, ma non è facile ricominciare tutto dopo l'imponente emergenza sanitaria. Il dottore confessa a Martin di non voler più ricevere pazienti.
Intanto la Dottoressa Lauren viene a sapere che la fidanzata è stata presa come specializzanda a Spokane nel lontano stato di Washington e per farla rimanere al New Amsterdam è costretta a offrire soldi al medico responsabile delle assegnazioni.
- Ascolti USA: telespettatori 4 096 000 – rating/share 18-49 anni 0,5 – DVR 2 981 000 – DVR 18-49 anni 0,4 – totale 7 077 000 – 0,9[26].
- Ascolti Italia: telespettatori 1 757 000 – share 9,50%[25].